# Trematomus

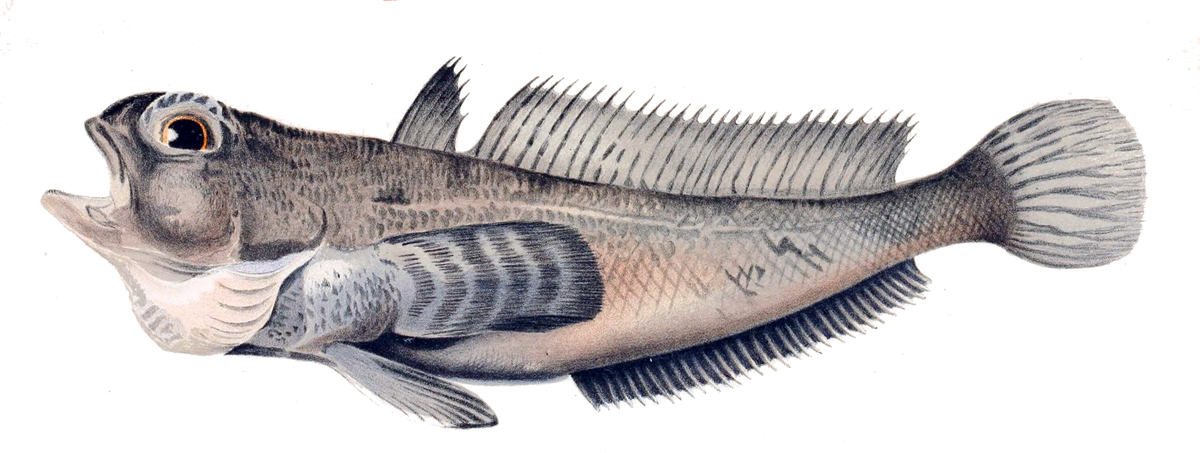
Trematomus hansoni (il·lustració del 1914)

Trematomus és un gènere de peixos pertanyent a la família dels nototènids que es troba a l'oceà Antàrtic.

## Taxonomia
- Trematomus bernacchii (Boulenger, 1902)[3][4][5]
- Trematomus eulepidotus (Regan, 1914)[6][7]
- Trematomus hansoni (Boulenger, 1902)[3]
- Trematomus lepidorhinus (Pappenheim, 1911)[8]
- Trematomus loennbergii (Regan, 1913)[9]
- Trematomus newnesi (Boulenger, 1902)[3]
- Trematomus nicolai (Boulenger, 1902)[3]
- Trematomus pennellii (Regan, 1914)[6]
- Trematomus scotti (Boulenger, 1907)[10]
- Trematomus tokarevi (Andriashev, 1978)[11]
- Trematomus vicarius (Lönnberg, 1905)[12][13][14][15][16][17][18]